# 彼得罗巴甫利夫卡 (夏斯佳区)
彼得罗巴甫利夫卡（烏克蘭語：Петропавлівка），2016年之前称为彼得里夫卡（烏克蘭語：Петрівка），是烏克蘭東部盧甘斯克州夏斯佳区夏斯佳市镇的市級鎮。該鎮始建於1684年，海拔高度44米，2011年人口4,981。